# Elez Kadria
Elez Kadria, też jako: Elez Kadrija (ur. 6 maja 1941 w Szkodrze, zm. 11 sierpnia 2015 tamże) – albański aktor i reżyser.

## Życiorys
W 1965 ukończył studia w Wyższej Szkole Aktorskiej Aleksander Moisiu w Tiranie. Po studiach rozpoczął pracę w Teatrze Migjeni w Szkodrze. Na deskach sceny w Szkodrze zadebiutował w roli Jonuza Bregu w dramacie Familja e peshkatarit Sulejmana Pitarki. W czasie swojej kariery scenicznej zagrał ponad 50 ról, zaś 18 spektakli wyreżyserował. Reżyserował także programy estradowe, do kilku z nich przygotowywał scenografię.
Karierę filmową rozpoczął w 1963 rolą Fatosa w obrazie Detyrë e posaçme, w reżyserii Kristaqa Dhamo. Wystąpił w dwunastu filmach fabularnych.
Za swoją działalność artystyczną został uhonorowany tytułem Zasłużonego Artysty (Artist i Merituar), a także dwukrotnie odznaczony Orderem Naima Frashëriego I i II klasy.

## Role filmowe
- 1963: Detyrë e posaçme jako Fatos
- 1966: Oshëtime në bregdet jako Maliqi
- 1977: Një udhëtim i vështirë jako sekretarz partii
- 1979: Ditët që sollën pranverën jako Curr Beja
- 1982: Besa e kuqe jako Pjeter Ukakuqi
- 1982: Shokët jako Gjon Vusho
- 1983: Fundi i një gjakmarrjeje jako Dani
- 1983: Gracka jako Qamil Borodina
- 1984: Koha nuk pret jako Abdulla, agent obcego wywiadu
- 1984: Militanti jako major Ndrec Kola